# Дом писателей Грузии
Дом писателей Грузии (груз. მწერალთა სახლი) — учреждение культуры в Тбилиси, на улице Мачабели, 13

## История
Здание нынешнего Дома было построено в 1905 году для Давида Сараджишвили (1848—1911). Проект выполнил берлинский архитектор Карл Цаар. Для строительства было выбрано место дома отца Сараджишвили, строительство велось в 1903—1905 годах, работы выполняли Александр Озоров и Корнели Тацьев и завершили их в мае 1905 года к серебряной свадьбе Давида Сараджишвили и Екатерины Поракишвили.
Стиль постройки сочетал модерн и барокко. Интерьеры оформил Илья Мамацашвили.
В доме проводили вечеринки, собрания художников, дискуссии, выставки и концерты.
В 1911 году, после смерти Сараджишвили, дом был передан местному самоуправлению со всей прекрасной обстановкой, при условии, что город устроит в нём художественную галерею или Музей искусства.
В 1912 году дом купил Акакий Хоштария. Именно он принимал в этом доме российского императора Николая II.
В 1921 году Хоштария покинул Грузию, и здание было передано писателям и художникам Грузинского революционного комитета. В здании открылся Дом писателей, здесь бывали Горький, Есенин, Маяковский, Булгаков, Табидзе, Габашвили, К. Гамсахурдиа, в одной из комнат жил Осип Мандельштам.
22 июля 1937 года в Доме писателей застрелился писатель Паоло Яшвили, трагедия произошла во время погромного проработочного собрания членов Союза писателей Грузии, на повестке которого стоял вопрос «о политической бдительности». Он покончил с собой из оружия, которое ему подарил Тициан Табидзе (первоначально Тициан хотел сделать подарок С. Есенину).
Дом сохранил свой статус, а также интеръеры — расписные потолки, люстры, большой камин — и уникальный сад.

## Галерея
- Во дворе Дома писателей. 1923 год. Слева-направо:Лео Киачели, Паоло Яшвили, Тициан Табидзе, Мосе Тоидзе, Варлам Рухадзе, Котэ Макашвили
- В саду Дворца писателей. 24 июля 1928 года. Слева-направо: первый ряд:Александр Абашели, Тициан Табидзе, Павел Ингороква, Николоз Мицишвили, Мариам Орахелашвили, Максим Горький, Силистро Тодрия, Борис Ковынев, Варлам Рухадзе;
 второй ряд: Платон Кешелава, Карло Каладзе, Ерванд Асрибеков, Михаил Джавахишвили, Галактион Табидзе, Бенито Буачидзе, Александр Сулава, Шалва Радиани,Аркадий Ситковский, Георгий Крейтан (Попов), Георгий Кучишвили
- Тбилиси. Дом писателей Грузии. 1934 год. Первый ряд: Симон Чиковани, Александре Кутатели. Второй ряд: Сандро Шаншиашвили, Николай Тихонов, Мария Неслуховская (Тихонова), Ило Мосашвили. Третий ряд: Тамара Багратиони-Мицишвили, Ефемия Гедеванишвили-Леонидзе, Мариам Касрадзе-Шаншиашвили, Нина Табидзе, Тициан Табидзе.
- Главный комиссар Великобритании Оливер Уордроп